# رشد تولید انرژی فتوولتایی
| <0.1, n/a ۰٫۱–۱ ۱–۱۰ ۱۰–۵۰ | ۵۰–۱۰۰ ۱۰۰–۱۵۰ ۱۵۰–۲۰۰ ۲۰۰–۳۰۰ | ۳۰۰–۴۵۰ >۴۵۰ |

پیشینه رشد تولید انرژی فتوولتایی در اورپا از ۱۹۹۲.

رشد تولید انرژی فُتووُلتایی (به انگلیسی: Growth of photovoltaics) به گسترش و رشدی که در دو دهه گذشته صفحات فتوولتایی از یک ابزار آزمایشگاهی به یکی از منابع قابل اعتماد تولید برق داشته است می‌پردازد. نمودار این رشد به صورت رشد نمایی است که گویای رشد استقبال از این منبع انرژی است.